# ماركوس لويس (مدير فني)
ماركوس لويس (بالإنجليزية: Monty Lewis)‏ هو مدير فني أمريكي، (ولد في غريلي في الولايات المتحدة 1963  م).